# Gymnase préfectoral d'Osaka
Le gymnase préfectoral d'Osaka (大阪府立体育会館), appelé aussi "Edion Arena Osaka", est un complexe multi-sport situé dans le quartier de Namba (arrondissement de Naniwa-ku) à Osaka dans la préfecture d'Osaka au Japon. Le bâtiment actuel est ouvert depuis janvier 1987, mais son prédécesseur datait de 1952.

## Principaux équipements
- Arène principale : superficie de 3 000 m2  (70 m x 43 m)
- Arène secondaire : superficie de 900 m2  (33 m x 27 m)
- Salle de judo : superficie de 450 m2  (29 m x 15 m)
- Salle de kendo : superficie de 450 m2  (29 m x 15 m))
- Salle polyvalente : superficie de 330 m2  (27 m x 12 m)
- Salles de conférences
- Salon VIP

| Nombre de terrains disponibles | Nombre de terrains disponibles | Nombre de terrains disponibles |
| Configuration                  | Arène principale               | Arène secondaire               |
| ------------------------------ | ------------------------------ | ------------------------------ |
| Basket-ball                    | 4                              | 2                              |
| Volley-ball                    | 4                              | 2                              |
| Tennis                         | 4                              | 1                              |
| Handball                       | 2                              | 0                              |
| Judo                           | 4                              | 0                              |
| Kendo                          | 8                              | 0                              |
| Tennis de table                | 32                             | 12                             |
| Badminton                      | 16                             | 6                              |

Source : Equipements sur le site officiel

## Événements
- Honbasho (tournoi de sumo)

### Manifestations de catch
- Power Struggle 2015
- The New Beginning in Osaka 2016

## Vaccination lors de la pandémie de Covid-19
En mai 2021, le gymnase préfectoral d'Osaka est un des sites envisagés pour la vaccination de masse lors de la pandémie de Covid-19 au Japon.